# 普洛格山

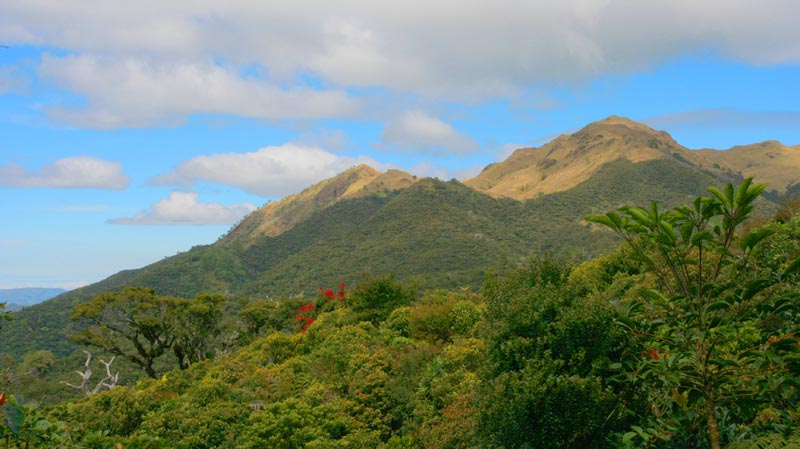

普洛格山是菲律賓的山峰，位於該國北部呂宋島，海拔高度2,922米，山上有528種植物和33種鳥類，每年平均降雨量4,489毫米，該山峰大部分地區自1987年2月20日被劃入國家公園範圍。